# Ramona Pagel
Ramona Pagel (Los Angeles, 10 novembre 1961) è un'ex pesista statunitense.

## Palmarès
| Anno | Manifestazione      | Sede          | Evento           | Risultato | Misura  | Note |
| ---- | ------------------- | ------------- | ---------------- | --------- | ------- | ---- |
| 1984 | Olimpiadi           | Los Angeles   | Getto del peso   | 11ª       | 16,06 m |      |
| 1985 | Mondiali indoor     | Parigi        | Getto del peso   | 5ª        | 17,30 m |      |
| 1985 | Universiadi         | Kōbe          | Getto del peso   | Bronzo    | 17,46 m |      |
| 1987 | Mondiali indoor     | Indianapolis  | Getto del peso   | 6ª        | 19,25 m |      |
| 1987 | Giochi panamericani | Indianapolis  | Getto del peso   | Oro       | 18,56 m |      |
| 1987 | Mondiali            | Roma          | Lancio del disco | 16ª       | 18,12 m |      |
| 1988 | Olimpiadi           | Seul          | Getto del peso   | 15ª       | 18,55 m |      |
| 1989 | Mondiali indoor     | Budapest      | Getto del peso   | 9ª        | 17,71 m |      |
| 1991 | Mondiali indoor     | Siviglia      | Getto del peso   | 9ª        | 18,09 m |      |
| 1991 | Mondiali            | Tokyo         | Getto del peso   | 13ª       | 17,99 m |      |
| 1991 | Giochi panamericani | L'Avana       | Getto del peso   | Bronzo    | 17,76 m |      |
| 1992 | Olimpiadi           | Barcellona    | Getto del peso   | 11ª       | 18,24 m |      |
| 1993 | Mondiali            | Stoccarda     | Getto del peso   | 12ª       | 17,77 m |      |
| 1995 | Mondiali            | Göteborg      | Getto del peso   | 7ª        | 18,81 m |      |
| 1995 | Giochi panamericani | Mar del Plata | Getto del peso   | Argento   | 18,50 m |      |
| 1996 | Olimpiadi           | Atlanta       | Getto del peso   | 9ª        | 18,48 m |      |

## Campionati nazionali
- 5 volte campionessa nazionale nel getto del peso (1985/1987, 1989, 1991)
- 6 volte nel getto del peso indoor (1986, 1988/1990, 1994/1995)